# 肯代爾里奇 (佛羅里達州)
肯代爾湖（英語：Kendall Lake）是位於美國佛羅里達州邁阿密-戴德縣的一個人口普查指定地區。

## 地理
肯代爾湖的座標為25°42′30″N 80°24′42″W / 25.70833°N 80.41167°W，而該地最高點為海拔高度1米（即3英尺）。

## 人口
根據2010年美國人口普查的數據，肯代爾湖的面積為22.30平方千米，當中陸地面積為21.20平方千米，而水域面積為1.10平方千米。當地共有人口56901人，而人口密度為每平方千米2,551人。